# Joseph Higonet
Joseph Higonet (né le 11 décembre 1771 à Saint-Geniez-d'Olt et mort le 14 octobre 1806 à Poppel) était un colonel français pendant les guerres de la Révolution et de l'Empire.

## Biographie
Joseph était le deuxième enfant et le premier garçon d'une fratrie de 9 enfants (il était le frère aîné du futur général Philippe Higonet). Il naquit à Saint-Geniez-d'Olt le 11 décembre 1771 de Joseph Higonet, maître apothicaire et de Marie Massabuau (la maison où exerçait le père et où naquirent les frères Higonet est située place du marché, une plaque de marbre célèbre la mémoire des « enfants du pays »).
Entré au service comme capitaine au 2e bataillon de volontaires de l’Aveyron le 4 juillet 1792, employé aux armées des Alpes de 1792 à 1793, il participe de septembre à décembre 1793 au siège de Toulon et y est blessé au feu à l’épaule gauche. Capitaine de la 56e demi brigade de bataille en 1794, il fait la campagne d’Italie de 1794 à 1797 et se distingue à la bataille de Rivoli où sa compagnie s’empare de trois pièces de canons le 14 janvier 1797.
Le capitaine Higonet prend part à l’expédition Égypte de 1798 à 1801 se signale à la bataille des Pyramides le 21 juillet 1798 et à la prise d’El-Arich où il reçoit un coup de feu au visage le 20 février 1799. Il est encore blessé à deux reprises au siège de Saint-Jean d’Acre en 1799 puis d’un coup de pistolet à la tête à bataille d'Héliopolis en s’élançant en premier sur les batteries turques. Le 21 mars 1800 il est blessé à nouveau d’un coup de feu à la main gauche à la bataille d’Alexandrie, il est promu adjudant commandant par le général en chef de l’armée d’Orient le 30 juin de la même année.
Major des grenadiers à pieds de la Garde des consuls le 21 janvier 1804, Higonet est nommé colonel du 108e régiment en ligne le 19 octobre 1804. Il prend part en cette qualité à la campagne de 1805 en Autriche, se signale à la prise du pont de Marienzell le 5 novembre 1805 et à la bataille d'Austerlitz le 2 décembre 1805. Dans son rapport au maréchal Davout, le général Friant ne tarit pas d’éloges sur le colonel du 108e : « Que ne doit-on pas dire de l’intrépide Higonnet, qui semble ne rechercher que l’occasion de se signaler et de se couvrir de gloire en se montrant tour à tour chef et soldat ? ». « À de pareils officiers, ajoute Friant, on ne doit pas d’apostille ; leur réputation les devance, les faits parlent pour eux ».
Il participe à la campagne de Prusse et à la bataille d'Auerstaedt. À la tête de son 108e régiment de ligne (division Friant), il pénètre dans le village de Poppel, en chasse les Prussiens, capture un drapeau, trois canons et fait un grand nombre de prisonniers. C’est là, ce 14 octobre 1806, qu’il est tué.
Son nom est inscrit sur le pilier Est de l’arc de triomphe de l'Étoile à Paris. Il est souligné, ce qui signifie qu’il est mort au combat. Seuls quatre colonels eurent cet « honneur ».